# Trần Thanh Vân (giáo sư)
Trần Thanh Vân (còn được gọi là Jean Trần Thanh Vân) là tiến sĩ vật lý người Pháp gốc Việt. Năm 2012, ông là một trong ba người châu Á được tặng Huy chương Tate của Hội Vật lý Mỹ.

## Tiểu sử
Ông sinh năm 1936 tại Đồng Hới, Quảng Bình. Ông học trung học tại Huế. Năm 1953 ông rời Việt Nam đến định cư tại Pháp. Ông học Toán và Vật lý tại Đại học Paris và tốt nghiệp vào năm 1957. Ông tiếp tục theo học tiến sĩ vật lý tại Đại học Paris và tốt nghiệp vào năm 1963 với bản luận án xuất sắc chỉ rõ rằng hạt proton không phải là "viên gạch cuối cùng" của vật chất, mà là một cấu trúc gồm nhiều "viên gạch" còn nhỏ hơn nữa kết hợp lại (về sau, được cộng đồng vật lý quốc tế làm sáng tỏ đó là các hạt quark). Trong các hoạt động tổ chức và lãnh đạo ngành vật lý, ông được Viện Vật lý Mỹ đánh giá là "người có công lao to lớn" suốt bốn thập niên tập hợp các nhà vật lý thuộc nhiều quốc tịch và nhiều nền văn hoá khác nhau ngồi lại bên nhau trong tình thân ái qua các cuộc Gặp gỡ Moriond, Gặp gỡ Blois, Gặp gỡ Việt Nam; và cũng là người đã hoạt động không mệt mỏi nhằm góp phần xây dựng một cộng đồng khoa học hiện đại ở Việt Nam.

## Huy chương Tate
Tháng 4 năm 2012 ông là một trong 3 người châu Á được tặng Huy chương Tate (Tate Medal) tại Hội nghị Hội Vật lý Mỹ ở Atlanta, bang Georgia. Trước Trần Thanh Vân, chỉ mới có hai người châu Á được nhận Huy chương này là Abdus Salam (1978, gốc Pakistan) và Yu Lu (CHND Trung Hoa, 2007).

## Gặp gỡ Moriond (Được diễn ra tại làng Moriond bên dãy núi Alpes)
Cách đây hơn nửa thế kỷ, Trần Thanh Vân, một tiến sĩ khoa học Vật lý gốc Việt “sống nhờ” trên đất Pháp, mới 30 tuổi, nảy ra một ý tưởng mới: không tổ chức một hội nghị khoa học thông thường (conference, symposium, colloque...), mà muốn tạo ra một mô hình mới: những cuộc “gặp gỡ” (“Rencontres” theo tiếng Pháp). Với mô hình “gặp gỡ” ở một nơi an tĩnh, mọi người cùng ở một nơi, cùng đi trượt tuyết, đi dạo chung, mối quan hệ giữa các nhà Vật lý – dù là người đã đoạt giải Nobel hay chỉ là một tiến sĩ trẻ - dễ chân thành hơn, cởi mở hơn, thoải mái hơn và do đó, mang tính nhân văn hơn.
Gặp gỡ Moriond đầu tiên được tổ chức vào năm 1966 tại làng Moriond bên dãy núi Alpes, tập hợp khoảng hơn 20 nhà Vật lý trẻ từ Pháp, Đức và Ý, phần lớn là từ trường Đại học Paris XI ở Orsay. Buổi sáng họp nghe thông báo và tranh luận về vật lý lý thuyết và vật lý thực nghiệm; buổi chiều từ 13 giờ là đến 16 giờ, cầm ván trượt đi trượt tuyết, kết hợp nghiên cứu khoa học và thể thao du lịch. Sau đó là họp đến 20 giờ. Sau bữa ăn tối còn giao lưu khoa học hay tùy hôm, chơi đàn ghi-ta, vi-ô-lông. Chưa đủ tiền thuê khách sạn, GS. Vân và các bạn tự đi chợ mua thực phẩm, tự nấu ăn và thuê nhà trọ.

## Gặp Gỡ Blois (Được diễn ra tại Royal Château de Blois,Loire (tỉnh)Valley)
Với mục tiêu:
- Trao đổi những ý tưởng mới và ý kiến chuyên môn từ nhiều lĩnh vực nghiên cứu đa ngành*.
- Để có sự gặp gỡ giữa khoa học và văn hóa. *vật lý, vật lý thiên văn, vũ trụ học, vật lý lượng tử, lý sinh học, sinh học, hóa sinh học, hóa học, toán học, khoa học điện tử, cổ sinh vật học...

Một số đề tài nghiên cứu đa ngành được trao đổi tại Gặp Gỡ Blois như:
- Nguồn gốc cuộc sống
- Vật lý hỗn độn
- Hành tinh học, ngoại hành tinh
- Sinh học ngoại hành tinh

## Gặp gỡ Việt Nam
Trên cơ sở kinh nghiệm và từ những thành công được cộng đồng khoa học quốc tế ghi nhận và đánh giá cao của các tổ chức khoa học Gặp gỡ Moriond (từ 1966) và Gặp gỡ Blois (từ 1989), năm 1993, Giáo sư Trần Thanh Vân - Chủ tịch của hai tổ chức khoa học này đã sáng lập Hội Khoa học Gặp gỡ Việt Nam nhằm hỗ trợ Việt Nam trong lĩnh vực khoa học và giáo dục. Trong suốt hơn 25 năm hoạt động khoa học và giáo dục tại quê hương, Hội Khoa học Gặp gỡ Việt Nam đã không ngừng xây dựng mạng lưới hợp tác nghiên cứu khoa học, kết nối lớp trẻ Việt Nam với bạn bè năm châu. Năm 2012, Hội Khoa học Gặp gỡ Việt Nam trở thành đối tác chính thức của Tổ chức Giáo dục, Khoa học và Văn hóa Liên Hợp Quốc.
Hội đã tổ chức 15 lần các chuỗi hội nghị khoa học "Gặp gỡ Việt Nam", thu hút hàng nghìn nhà khoa học danh tiếng, nhiều nhà khoa học đoạt Giải Nobel đến tham gia. Các khóa học Quốc tế theo chuyên đề cũng được tổ chức để đào tạo chuyên sâu về nghiên cứu khoa học cho sinh viên, nghiên cứu viên trẻ của Việt Nam và Châu Á, tụ họp khoảng 100 sinh viên châu Á và hơn 20 giáo sư quốc tế trình độ cao giảng dạy hàng năm. Về giáo dục, từ năm 1994, hội đã thành lập quỹ học bổng cho nghiên sinh và ừ năm 2001, với quỹ ValletGặp gỡ Việt Nam” và quỹ “ValletFellowship”, hội đã trao hơn 25 nghìn học bổng cho học sinh sinh viên Việt Nam với tổng số tiền hơn 200 tỷ đồng. Hiện nay, học bổng khuyến học, khuyến tài Vallet-Gặp gỡ Việt nam đã được tổ chức trao cho hầu hết các địa phương trên cả nước với kinh phí mỗi năm tương đương khoảng 25 tỷ đồng.
Phối hợp với các giáo sư Pháp và các sở giáo dục địa phương, Hội Khoa học Gặp gỡ Việt Nam đã đào tạo hơn 1500 giáo viên giảng dạy kiến thức khoa học theo phương pháp “Bàn tay nặn bột - La main à la pâte” giai đoạn từ 2000-2010. Từ năm 2011, Bộ Giáo dục và Đào tạo Việt Nam đã quyết định đưa phương pháp “Bàn tay nặn bột” vào giảng dạy chính thức trong trường Tiểu học và THCS tại Việt Nam và đồng hành cùng Hội Khoa học Gặp gỡ Việt Nam để triển khai tập huấn phương pháp dạy học này hàng năm cũng như quyết định thành lập Trung tâm thực nghiệm phương pháp Bàn tay nặn bột tại Quy Nhơn Bình Định. Không chỉ chăm lo cho thế hệ tương lai, nhân tài của Đất nước, GS. Trần Thanh Vân và phu nhân, GS. Lê Kim Ngọc đã dành nhiều thời gian và công sức để tìm ngân khoản, kêu gọi bạn bè quốc tế giúp đỡ xây dựng 3 làng trẻ em SOS tại Đà Lạt (1974), Huế (2000, trước đây là Trung tâm bảo trợ trẻ em Thủy Xuân) và Đồng Hới (2006); xây dựng trường dạy nghề làm bánh mỳ, bánh ngọt Pháp tại Huế (1999).

## Trung tâm Quốc tế Khoa học và Giáo dục liên ngành - ICISE
Ngày 12/8/2013, tại khu vực 2, phường Gềnh Ráng, thành phố Quy Nhơn, UBND tỉnh Bình Định đã phối hợp với Hội Gặp gỡ Việt Nam, Bộ Khoa học & Công nghệ tổ chức Lễ khánh thành Trung tâm Quốc tế Khoa học và Giáo dục liên ngành 

## Viện nghiên cứu Khoa học và Giáo dục liên ngành - IFIRSE
- Ngày 01 tháng 10 năm 2016: Nhóm Vật lý lý thuyết được thành lập [5]
- Ngày 17 tháng 07 năm 2017: Nhóm Vật lý Neutrino được thành lập [6]

## Hoạt động từ thiện
Cùng vợ là Nữ Giáo sư Lê Kim Ngọc (một nhà sinh học nổi tiếng thế giới - người đưa ra khái niệm “lát mỏng tế bào” (TCL), một khám phá tạo ra cuộc cách mạng trong lĩnh vực công nghệ sinh học thực vật, bà được trao tặng huân chương Bắc Đẩu Bội tinh), ông đã góp công xây dựng các Làng trẻ em SOS ở Đà Lạt, Đồng Hới và Trung tâm Bảo trợ Trẻ em Thủy Xuân (Huế).

## Tiến sĩ khoa học danh dự của Viện Hàn lâm Khoa học Liên bang Nga
Ông được Viện Hàn lâm Khoa học Liên bang Nga tặng bằng Tiến sĩ khoa học danh dự.